# Aldan
|  | Aquest article tracta sobre la població. Vegeu-ne altres significats a «Riu Aldan». |

Aldan (en iacut i rus: Алда́н) és una ciutat russa de la República de Sakhà. Es va fundar l'any 1923 amb el nom de Nezametni i va assolir la denominació de ciutat l'any 1939, moment en què el seu nom es va canviar per l'actual. Està situada a uns 530 quilòmetres al sud de la capital, Iakutsk, a la riba dreta del riu Aldan, un afluent del Lena.
El seu establiment el 1923 és degut a l'existència de mines d'or properes, activitat que ha estat sempre la principal base econòmica de la ciutat. Els anys 90 del segle XX la ciutat va experimentar una crisi, però amb la construcció de l'aeroport d'Aldan i d'una nova estació de ferrocarril a la línia Amur-Iakutsk, a partir de l'any 2000 s'ha recuperat. És un centre de mineria d'or, mica, urani i terres rares.